# Arenaria gerzensis
Arenaria gerzensis là loài thực vật có hoa thuộc họ Cẩm chướng. Loài này được L.H.Chou mô tả khoa học đầu tiên năm 1979.